# Аеродром Тирана
Међународни аеродром Мајка Тереза Тирана (: , : ) (алб. Aeroporti Ndërkombëtar i Tiranë Nënë Teresa), познат незванично и као Ринас, је аеродром који опслужује албанску престоницу Тирану, смештен је код предграђа Ринас, 11 километара северозападно од града. То је највећи и једини међународни аеродром у Албанији. Године 2024. кроз аеродром је прошло преко 10 милиона путника. Аеродром носи име у њено част мајке Терезе.
Аеродром Тирана је авио-чвориште за авио-компаније „Виз ер” и „Ер Албанија”.

## Авио-компаније и дестинације
Следеће авио-компаније користе Аеродром Тирана (од фебруара 2009):
- Адрија ервејз (Љубљана)
- Албанијан ерлајнс (Болоња, Истанбул-Ататурк, Торино, Франкфурт)
- Алиталија (Милано-Малпенса, Рим-Леонардо да Винчи)
- Бел ер (Анкона, Атина, Бергамо, Венеција, Верона, Ђенова, Истанбул-Сабиха Гокчен, Милано-Малпенса, Напуљ, Парма, Перуђа, Пескара, Пиза, Приштина, Рим-Леонардо да Винчи, Трст, Фиренца, Форли)
- Бритиш ервејз (Лондон-Гетвик)
- Булгарија ер (Софија)
- Ејгијан ерлајнс (Атина)
- Луфтханза
  - операција управља Луфтханза СитиЛајн (Минхен)
- Малев (Будимпешта)
- Олимпик ерлајнс (Атина)
- Остријан ерлајнс (Беч)
- Скај експрес (Грчка) (Ираклион, Солун)
- Теркиш ерлајнс (Истанбул-Ататурк)
- Џерменвингс (Келн/Бон)